# Kriegsabzeichen für die Marineartillerie

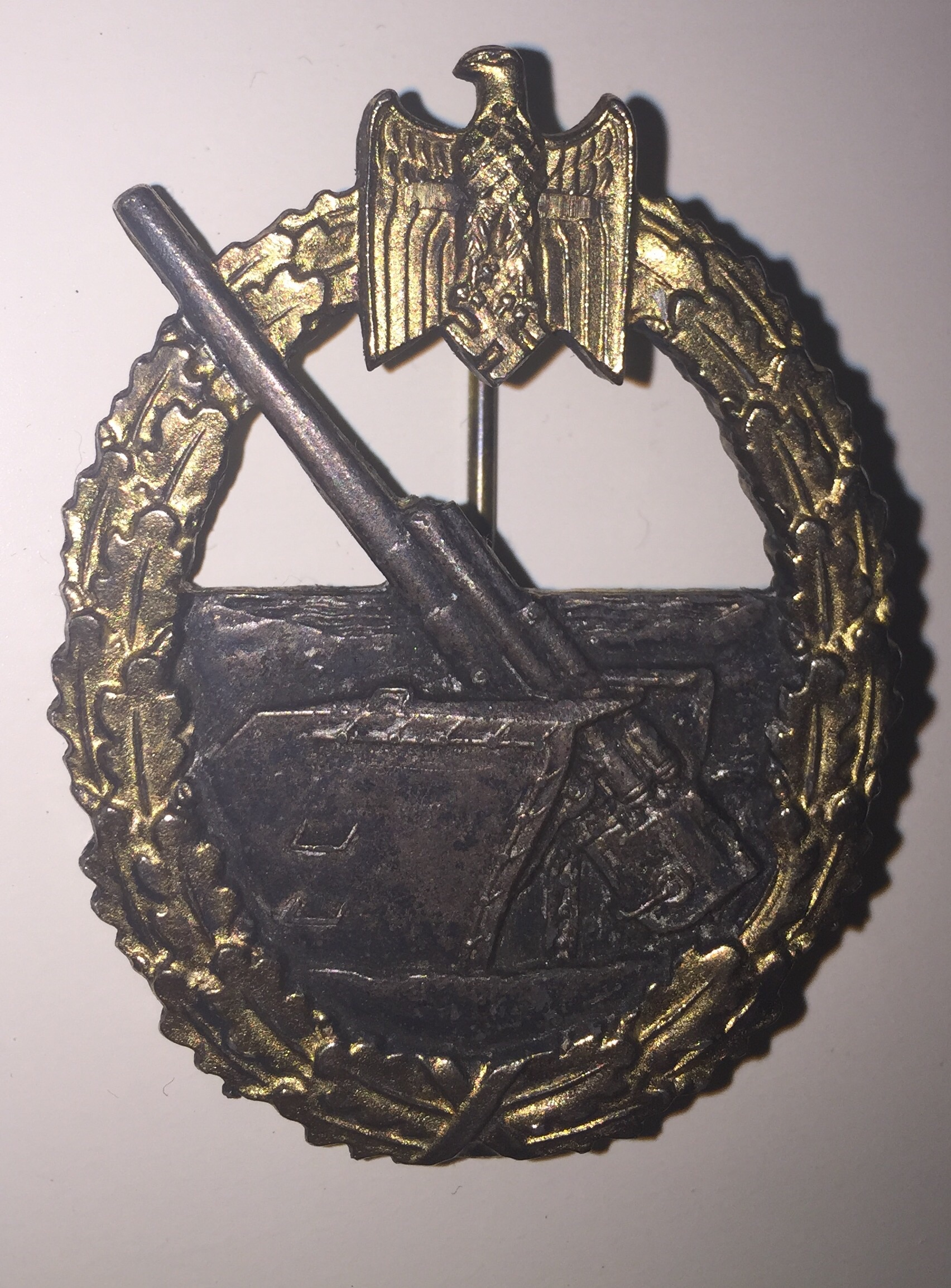
Kriegsabzeichen für die Marineartillerie

Das Kriegsabzeichen für die Marineartillerie wurde am 24. Juni 1941 vom Oberbefehlshaber der Kriegsmarine Großadmiral Erich Raeder gestiftet. Es konnte allen Dienstgrade der Marineartillerie und Marine-Flakeinheiten verliehen werden.
Verleihungsbedingungen waren:
- Würdigkeit und gute Führung

und das Erreichen von 8 Punkten nach folgendem System:
- Abschuss eines Feindflugzeuges durch eine schwere, mittlere oder leichte Flakbatterie – 2 Punkte
- Beteiligung am Abschuss bei Mitwirkung mehrerer Batterien – 1 Punkt
- Erfolgreiches Arbeiten einer Flakwerferbatterie 150 cm oder eines Flakwerferzuges 60 cm, welches die Voraussetzungen für eine erfolgreiche Bekämpfung durch Flakbatterien oder Nachtjäger geschaffen hat – ½ Punkt
- Erfolgreiches Arbeiten von Funkmessgeräten, welches auf Grund der gelieferten Zielortung den Abschuss eines Feindflugzeuges durch Flakartillerie im Planfeuer fest zugeteilt ist und mit dieser erfasst wird – 2 Punkte
- Erfolgreiches Arbeiten der Gefechtsstäbe von Flakgruppen- bzw. Untergruppenkommandos, welches den Abschuss eines Gegners durch Planfeuer ermöglichte – 2 Punkte

Das Kriegsabzeichen für die Marineartillerie konnte außerdem unabhängig von den genannten Bedingungen verliehen werden:
- für außergewöhnliche Leistungen im Kampf
- für Verdienste in der Truppenführung für Offiziere in Dienststellungen vom Abteilungskommandeur abwärts, sofern keine anderweitigen Auszeichnungen verliehen werden.
- Verstorbene, welche die vorstehenden Bedingungen erfüllt oder annähernd erfüllt haben, wenn ihr Tod die Folge einer Verwundung, eines Unglücksfalls oder einer Erkrankung ist, welche sie während ihres Einsatzes erlitten bzw. sich zugezogen haben.

Das ovale, aus Tombakbronze gefertigte Abzeichen (später Feinzink) zeigt mittig ein nach links oben ausgerichtetes Geschütz. Im Hintergrund ist die See in Wellenlinien angedeutet. Es ist von einem Eichenkranz umschlossen und zeigt oben das Hoheitsabzeichen der Wehrmacht.
Getragen wurde die Auszeichnung als Steckorden auf der linken Brust.
Laut Gesetz über Titel, Orden und Ehrenzeichen vom 26. Juli 1957 ist das Tragen der Auszeichnung in der Version des Dritten Reiches in der Bundesrepublik Deutschland nur ohne nationalsozialistische Embleme gestattet.